# Ескадрені міноносці типу «R» (1916)
Ескадрені міноносці типу «R» 1916 року (англ. R-class destroyer (1916) — клас військових кораблів з 62 ескадрених міноносців, що будувалися британськими суднобудівельними компаніями у роки Першої світової війни. Есмінці цього типу стали подальшим розвитком їхніх попередників — есмінців типу «Адміралті M». Найважливішою відмінністю було те, що тип «R» мав два вали та парові турбіни порівняно з трьома валами та прямими турбінами типу «Адміралті M», ззовні R-тип відрізнявся від своїх попередників, тим, що його 102-мм гармата стояла на спеціальній стійці. Перші два кораблі цього класу Адміралтейство замовило у травні 1915 року, ще сімнадцять було замовлено у липні 1915 року, вісім — у грудні 1915 оку, й остання партія — у березні 1916 року (з яких 11 — з трохи модифікованим дизайном).
П'ятдесят кораблів будувалися за стандартним дизайном «Адміралті», 12 есмінців типу R були спроектовані та побудовані двома суднобудівними компаніями Yarrow Shipbuilders та John I. Thornycroft & Company за власними окремими проєктами. У липні 1915 року три були замовлені у «Торнікрофта» і чотири — від «Ярроу», а в грудні 1915 року — два з «Торнікрофта» і три — від «Ярроу».
Усі кораблі цього типу брали активну участь у бойових діях в Першій світовій війні. Деякі використовувалися як мінні загороджувачі. Вісім кораблів типу «R» були потоплені під час війни, а всі, крім двох, що залишилися в резерві, були розібрані на брухт у 1920-1930-х роках. Один есмінець, «Скейт», продовжував службу у Другій світовій війні й використовувався для ескортування конвоїв, він став найстарішим есмінцем, який проходив службу у лавах Королівського військового флоту у воєнний час. Ще один корабель,«Радіант», був проданий у вересні 1920 року до Королівського сіамського флоту як Фра Руанг і перебував на службі до кінця 1950-х років.

## Список ескадрених міноносців типу «R»

### Есмінці типу «Адміралті R»
39: «Редсток», «Рейдер», «Ромола», «Ровена», «Рестлес», «Рігорос», «Рокет», «Роб Рой», «Редгонтлет», «Редут», «Рекрут», «Сейбл», «Сеттер», «Салмон», «Сільф», «Сарпедон», «Сорцерес», «Старджн», «Скептр», «Сатир», «Шарпшутер», «Самум», «Скейт», «Скілфул», «Спрінгбок», «Старфіш», «Сторк», «Танкрід», «Тарпон», «Телемахус», «Темпест», «Тенейшос», «Тетрарх», «Фісба», «Трастер», «Торментор», «Торнадо», «Торрент», «Торрід»

### Есмінці типу «Пізніший Ярроу M»
7: «Сабрина», «Стронгбоу», «Сюрпрайз», «Сибіл», «Трукулент», «Тиран», «Алсуотер»

### Есмінці типу «Торнікрофт R»
5: «Розалінда», «Радіан», «Ретрівер», «Таурус», «Тізер»

### Есмінці типу «Модифікований Адміралті R»
11: «Тренчант», «Тристрам», «Тирада», «Тауер», «Ульстер», «Уліс», «Ампір», «Ундіна», «Урчін», «Урса», «Урсула»